# Enric González Torralba
Enric González Torralba (Barcelona, 1959) és un periodista català, fill del també periodista i escriptor Francisco González Ledesma.
Es va iniciar en el periodisme a disset anys, treballant a la Hoja del Lunes, i, posteriorment, a El Correo Catalán i El Periódico de Catalunya. Ha desenvolupat la major part de la seva carrera professional al diari El País, per al qual ha estat corresponsal a Londres, París, Washington, Nova York, Roma i Buenos Aires. Com a reporter ha fet la cobertura de la primera guerra del Golf, el genocidi de Ruanda i els assajos nuclears a l'atol de Mururoa. També va ser corresponsal del diari El País a Jerusalem fins que el va abandonar l'octubre de 2012, després que PRISA anunciés un ERO.
El 16 de gener de 2013, Pedro J. Ramírez va anunciar el fitxatge d'Enric González com a columnista i firma habitual del diari El Mundo. Combina aquesta tasca amb la seva col·laboració al magazín cultural Jot Down i a la revista Alternativas Económicas.
Va rebre el Premi Cirilo Rodríguez al millor corresponsal de la premsa espanyola. L'any 2009 li van atorgar el Premi Ciutat de Barcelona de Periodisme i el Premi de Periodisme Francisco Cerecedo, atorgat per l'Associació de Periodistes Europeus a Espanya.

## Obra publicada
- amb Francesc Baiges i Jaume Reixach: Banca Catalana, más que un banco, más que una crisis (1985, Plaza y Janés)
- Historias de Londres (1999)
- Historias de Nueva York (2006)
- Historias del calcio. Una crónica de Italia a través del fútbol (2007)
- Historias de Roma (2010)
- Todas las historias (2011), recull dels tres relats d'Enric González sobre Londres, Nova York i Roma
- Una cuestión de fe (2012), sobre el RCD Espanyol
- Memorias líquidas (2013)